# Diagnosis Murder
Diagnosis Murder is een Amerikaanse misdaadserie die op de Amerikaanse televisie werd uitgezonden van 1993 tot 2001. De hoofdrollen worden vertolkt door Dick Van Dyke en diens zoon Barry Van Dyke, die in de serie ook een vader en zoon spelen. Ook in andere landen, zoals Nederland, werd de serie uitgezonden, voornamelijk van 1998 t/m 2002.

## Productie
De serie begon als een spin-off van de serie Jake and the Fatman. Het personage Dr. Mark Sloan deed in die serie mee in aflevering 4.19 "It Never Entered My Mind". Daarna volgden drie televisiefilms, en ten slotte de serie. Voor de serie werden wel een paar eerder gestelde situaties veranderd. Zo was in Jake and the Fatman Dr. Mark Sloan een weduwnaar zonder kinderen, maar in Diagnosis Murderer heeft hij een zoon. De rol van Dr. Amanda Bently werd voor de serie overgenomen door Victoria Rowell.
De serie had aanvankelijk problemen om een groot aantal kijkers te trekken, en dreigde zelfs te worden stopgezet na twee seizoenen. In het derde seizoen werd de serie hernieuwd met nieuwe castleden. Deze opzet had wel succes. Er werden in totaal 178 afleveringen gemaakt.

## Verhaal
De serie draait om een arts genaamd Mark Sloan. Hij werkt geregeld voor het Los Angeles Police Department, waar zijn zoon Steve detective is bij de afdeling moordzaken. Sloan senior is altijd in voor een mysterie, en geeft derhalve (al dan niet gevraagd) geregeld advies.

## Rolverdeling
| Acteur            | Personage                     | Opmerkingen     |
| ----------------- | ----------------------------- | --------------- |
| Dick Van Dyke     | Dr. Mark Sloan                |                 |
| Barry Van Dyke    | Det. Steve Sloan              |                 |
| Victoria Rowell   | Dr. Amanda Bentley-Livingston |                 |
| Scott Baio        | Dr. Jack Stewart              | seizoen 1 en 2  |
| Charlie Schlatter | Dr. Jesse Travis              | vanaf seizoen 3 |
| Michael Tucci     | Norman Briggs                 | seizoen 1 t/m 4 |

## Televisiefilms
Van Diagnosis Murder werden vijf televisiefilms gemaakt, waarvan er drie werden uitgezonden voor de serie in première ging.
- Diagnosis of Murder
- The House on Sycamore Street
- A Twist of the Knife
- A Town Without Pity
- Without Warning

## Romans
De serie kreeg ook spin-offs in de vorm van een aantal romans, geschreven door Lee Goldberg.
- Diagnosis Murder: The Silent Partner
- Diagnosis Murder: The Death Merchant
- Diagnosis Murder: The Shooting Script
- Diagnosis Murder: The Waking Nightmare
- Diagnosis Murder: The Past Tense
- Diagnosis Murder: The Dead Letter
- Diagnosis Murder: The Double Life
- Diagnosis Murder: The Last Word

## Spin-offs
Driemaal werd een aflevering gefilmd die als pilotaflevering moest dienen voor een eventuele spin-offserie van Diagnosis: Murder. Geen van deze spin-offs is ooit gemaakt.
De eerste twee werden getoond in seizoen 5:
- "A Mime is a Terrible Thing to Waste": pilot voor een naamloze serie.[1]
- "Retribution": voor een spin-off genaamd The Chief. Fred Dryer zou de titelrol gaan vertolken in die serie.[2]

De derde werd uitgezonden in seizoen 6:
- "Blood Ties": pilot voor een serie genaamd Whistlers, met Kathy Evison en Zoe McLellan in de hoofdrollen.